# Résolution 372 du Conseil de sécurité des Nations unies
Membres permanents
- Chine
- États-Unis
- France
- Royaume-Uni
- URSS

Membres non permanents
- RSS de Biélorussie
- Cameroun
- Costa Rica
- Guyana
- Iraq
- Italie
- Japon
- Mauritanie
- Suède
- Tanzanie

Résolution no 371 Résolution no 373
La résolution 372 est une résolution du Conseil de sécurité de l'ONU votée le 18 août 1975 concernant le Cap-Vert et qui recommande à l'Assemblée générale des Nations unies d'admettre ce pays comme nouveau membre.

## Contexte historique
Les îles du Cap-Vert restèrent inhabitées jusqu'à l'arrivée des explorateurs portugais en 1456 et à la fondation de Ribeira Grande (Cidade Velha) en 1462 sur l'île de Santiago. 
Colonie portugaise jusqu'en 1975, l'histoire du Cap-Vert est marquée par deux périodes de prospérité, au XVIIe siècle grâce au commerce des esclaves, puis à la fin du XIXe siècle qui vit l'ouverture des lignes transatlantiques. Entre deux, les sécheresses chroniques dues à la déforestation provoquèrent des famines, accentuées par l'absence d'aide alimentaire.
À partir de 1956, les indépendantistes du Cap-Vert et de la Guinée-Bissau, autre possession portugaise en Afrique de l'ouest, s'allient pour former le Parti africain pour l'indépendance de la Guinée et du Cap-Vert (PAIGC). La Guinée-Bissau obtient son indépendance en 1974 et le Cap-Vert l'année suivante. Il était alors question d'une unité entre les deux pays, projet abandonné après le coup d'État en Guinée-Bissau de 1980. (Issu de l'article Cap-Vert).
À la suite de cette résolution ce pays est admis à l'ONU le 16 septembre 1975,.

## Texte
- Résolution 372 sur fr.wikisource.org
- Résolution 372 sur en.wikisource.org